# Limnodynastes fletcheri
Espèce
Synonymes
- Limnodynastes marmoratus Lamb, 1911
- Opisthodon lambi Wells & Wellington, 1985

Statut de conservation UICN

 LC  : Préoccupation mineure
Limnodynastes fletcheri est une espèce d'amphibiens de la famille des Limnodynastidae.

## Répartition
Cette espèce est endémique d'Australie. Elle se rencontre dans l'est de l'Australie-Méridionale, au Victoria, en Nouvelle-Galles du Sud et dans le sud du Queensland,.

## Description
L'holotype de Limnodynastes fletcheri mesure 40 mm. Cette espèce a la face dorsale brun pâle tacheté ou marbré de sombre. Sa tête est ornée, de chaque côté, par une bande sombre traversant l’œil et par une grande tache triangulaire entre les yeux. Sa face ventrale est blanchâtre tacheté de brun chez la femelle et présentant de grandes taches brunes chez le mâle.

## Étymologie
Son nom d'espèce lui a été donné en l'honneur de Joseph James Fletcher (1850–1926), zoologiste australien, qui a fourni les premiers spécimens.

## Publication originale
- Boulenger, 1888 : Descriptions of two new Australian frogs. Annals and Magazine of Natural History, sér. 6, vol. 2, p. 142-143 (texte intégral).